# یان وان دو گراف
یان وان دو گراف (انگلیسی: Jan van de Graaff؛ زادهٔ ۲۴ سپتامبر ۱۹۴۴) ورزشکار روئینگ اهل پادشاهی هلند است.
وی در مسابقات کشوری و بین‌المللی در مجموع برندهٔ ۱ مدال طلا، ۱ مدال برنز شده‌است.